# Cecilia Bonelli
Pour les articles homonymes, voir Bonelli.
Cecilia Bonelli (née le 1er mai 1985 à San Nicolás de los Arroyos), est une journaliste et mannequin argentine.

## Biographie
Elle commence sa carrière de mannequin en 2003.
En 2010, elle participe à la 7e saison de l'émission Bailando por un Sueño, la version argentine de Danse avec les stars.
Depuis 2011, elle est journaliste dans Fútbol para todos (es), une émission consacrée au football diffusée sur la chaîne Fox Sports argentine.

### Vie privée
Depuis 2011, Cecilia Bonelli est en couple avec le footballeur argentin, Darío Cvitanich. En décembre 2011, alors qu'elle interviewait son compagnon après un match, ils se sont embrassés en direct devant les caméras de plusieurs télévisions. Cet épisode rappela le baiser entre le footballeur espagnol Iker Casillas et la journaliste espagnole Sara Carbonero, après que l'Espagne a gagné la Coupe du monde de 2010,,. Elle est devenue maman depuis la nuit du 2 avril 2013 d'une petite fille.